# مرسدس-بنز کلاس-آ
مرسدس-بنز کلاس-آ (به انگلیسی:Mercedes-Benz A-Class) یک خانوادهٔ کوچک خودرویی است که توسط خودروساز آلمانی، مرسدس-بنز تولید شده‌است.
نخستین نسل این خودروها تحت نام دبلیو ۱۶۸ در سال ۱۹۹۷ میلادی معرفی شد و نسل دوم تحت نام دبلیو ۱۶۹ در سال ۲۰۰۴ به بازار آمد. نسل سوم این خودرو تحت نام دبلیو ۱۷۶ در سال ۲۰۱۲ به بازار عرضه شد و نسل چهارم نیز تحت نام دبلیو ۱۷۷ در سال ۲۰۱۹ جایگزین نسل سوم شد.
این خودرو در نسل اول فقط به‌صورت هاچ‌بک ۵ در عرضه شد ولی در نسل دوم یک گونه ۳ در هم برای این خودرو تدارک دیده شده بود، اما نسل سوم به مانند نسل اول فقط شامل مدل ۵ در می‌گردید و در نسل چهارم نیز یک سدان ۴ در برای این مدل تدارک دیده شد. این برای مرسدس بنز ورودی به قسمت دیگری از بازار جهانی به‌حساب می‌آید.
اگرچه از این کلاس بنز در آمریکای شمالی وجود ندارد، اما از کلاس بی این شرکت به کشورهای چین، مکزیک و کانادا و از کلاس سی این شرکت به کشور ایالات متحده وارد شده‌است.

## نسل اول (دبلیو۱۶۸، ۱۹۹۷)
در سال ۱۹۹۴ مرسدس-بنز وعده داد که تا سال ۱۹۹۷ یک خودروی جمع و جور به لیست محصولاتش اضافه کند که اولین اقدام این شرکت در خودروهایی با این سگمنت بود. این خودرو به عنوان سوپر مینی از ماشین خانوادگی بزرگ کوچک‌تر است.
در سال ۱۹۹۶ نخستین عکس‌ها از آن در مطبوعات به چشم می‌خورد و نهایتاً این خودرو در نمایشگاه فرانکفورت سال ۱۹۹۷ برای اولین بار معرفی شد. این خودرو دارای طرح خودروی محور جلو و بدنه‌ای بلند اما در عین حال کوتاه بود.
این خودرو را استیو مارتین طراحی کرده بود.

### ایمنی
| تست              | امتیاز    | نمره    |
| در مجموع         | نامعلوم   | نامعلوم |
| سرنشینان بزرگسال | 4/5 ستاره | ۲۷      |

### تست گوزن
در ۲۱ اکتبر ۱۹۹۷، در تستی که برای خودروی مرسدس-بنز کلاس-آ توسط روبرت کلین از مجله سوئدی Teknikensvarld درحال انجام بود، این خودرو در مراحل اولیه تست دچار واژگونی شد. این درحالی بود که حتی خودروی قدیمی ترابانت از یک خودروسازی منحل شده در آلمان شرقی که به بی کیفیتی در آلمان زبان زد بود توانسته بود این مرحله را با موفقیت پشت سر بگذارد. مرسدس-بنز در ابتدا منکر این موضوع شد اما در نهایت مشکل تعلیق خودرو را پذیرفت.

### نگارخانه
- فیس‌لیفت آ۱۴۰ کلاسیک، تولید از ۲۰۰۱ تا ۲۰۰۴
- آ۱۴۰ کلاسیک فان فیس‌لیفت نشده، تولید از ۱۹۹۷ تا ۲۰۰۱
- فیس‌لیفت آ۱۴۰ کلاسیک، تولید از ۲۰۰۱ تا ۲۰۰۴
- نمای داخلی

### موتورها
| سوخت  | مدل                      | سال       | کد      | نام موتور            | کد موتور     | حجم      | قدرت                                                             | گشتاور                                             | سرعت                                   |
| ----- | ------------------------ | --------- | ------- | -------------------- | ------------ | -------- | ---------------------------------------------------------------- | -------------------------------------------------- | -------------------------------------- |
| بنزین | آ۱۴۰                     | ۱۹۹۷–۲۰۰۴ | ۱۶۸٫۰۳۱ | ام ۱۶۶ ای ۱۴         | ۱۶۶٫۹۴۰      | ۱۳۹۷ cm³ | ۶۰ کیلووات (۸۲ اسب بخار متری؛ ۸۰ اسب بخار) در ۵٬۰۰۰ دور در دقیقه | ۱۳۰ نیوتن متر (۹۶ پوند-فوت) در ۳٬۷۵۰ دور در دقیقه  | ۱۷۰ کیلومتر بر ساعت (۱۰۶ مایل بر ساعت) |
| بنزین | آ۱۴۰ (اتوماتیک)          | ۲۰۰۰–۲۰۰۴ | ۱۶۸٫۰۳۱ | ام ۱۶۶ ای۱۶          | ۱۶۶٫۹۶۰      | ۱۵۹۸ cm³ | ۶۰ کیلووات (۸۲ اسب بخار متری؛ ۸۰ اسب بخار) در ۵٬۰۰۰ دور در دقیقه | ۱۴۰ نیوتن متر (۱۰۳ پوند-فوت) در ۲٬۵۰۰ دور در دقیقه | ۱۶۶ کیلومتر بر ساعت (۱۰۳ مایل بر ساعت) |
| بنزین | آ۱۶۰                     | ۱۹۹۷–۲۰۰۴ | ۱۶۸٫۰۳۳ | M 166 E 16           | ۱۶۶٫۹۶۰      | 1598 cm³ | ۷۵ کیلووات (۱۰۲ اسب بخار متری؛ ۱۰۱ اسب بخار) at ۵٬۲۵۰ rpm        | ۱۵۰ نیوتن متر (۱۱۱ پوند-فوت) at ۴٬۰۰۰ rpm          | ۱۸۲ کیلومتر بر ساعت (۱۱۳ مایل بر ساعت) |
| بنزین | A 190                    | ۱۹۹۹–۲۰۰۴ | ۱۶۸٫۰۳۲ | M 166 E 19           | ۱۶۶٫۹۹۰      | 1898 cm³ | ۹۲ کیلووات (۱۲۵ اسب بخار متری؛ ۱۲۳ اسب بخار) at ۵٬۵۰۰ rpm        | ۱۸۰ نیوتن متر (۱۳۳ پوند-فوت) at ۴٬۰۰۰ rpm          | ۱۹۸ کیلومتر بر ساعت (۱۲۳ مایل بر ساعت) |
| بنزین | A 210 Evolution          | ۲۰۰۲–۲۰۰۴ | ۱۶۸٫۰۳۵ | M 166 E 21           | ۱۶۶٫۹۹۵      | 2084 cm³ | ۱۰۳ کیلووات (۱۴۰ اسب بخار متری؛ ۱۳۸ اسب بخار) at ۵٬۵۰۰ rpm       | ۲۰۵ نیوتن متر (۱۵۱ پوند-فوت) at ۴٬۰۰۰ rpm          | ۲۰۳ کیلومتر بر ساعت (۱۲۶ مایل بر ساعت) |
| دیزل  | A 160 CDI                | ۱۹۹۸–۲۰۰۱ | ۱۶۸٫۰۰۷ | OM668 DE 17 A red.   | ۶۶۸٫۹۴۱      | 1689 cm³ | ۴۴ کیلووات (۶۰ اسب بخار متری؛ ۵۹ اسب بخار) at 3,600 rpm          | ۱۶۰ نیوتن متر (۱۱۸ پوند-فوت) at 1,500–2,400 rpm    | ۱۵۸ کیلومتر بر ساعت (۹۸ مایل بر ساعت)  |
| دیزل  | A 160 CDI (Modellpflege) | ۲۰۰۱–۲۰۰۴ | ۱۶۸٫۰۰۶ | OM 668 DE 17 LA red. | 668.940 red. | 1689 cm³ | ۵۵ کیلووات (۷۵ اسب بخار متری؛ ۷۴ اسب بخار) at 3,600 rpm          | ۱۶۰ نیوتن متر (۱۱۸ پوند-فوت) at 1,500–2,800 rpm    | ۱۶۳ کیلومتر بر ساعت (۱۰۱ مایل بر ساعت) |
| دیزل  | A 170 CDI                | ۱۹۹۸–۲۰۰۱ | ۱۶۸٫۰۰۸ | OM 668 DE 17 LA      | ۶۶۸٫۹۴۰      | 1689 cm³ | ۶۶ کیلووات (۹۰ اسب بخار متری؛ ۸۹ اسب بخار) (90 PS) at 4,200 rpm  | ۱۸۰ نیوتن متر (۱۳۳ پوند-فوت) at 1,600–3,200 rpm    | ۱۷۵ کیلومتر بر ساعت (۱۰۹ مایل بر ساعت) |
| دیزل  | A 170 CDI (Modellpflege) | ۲۰۰۱–۲۰۰۴ | ۱۶۸٫۰۰۹ | OM 668 DE 17 LA      | ۶۶۸٫۹۴۲      | 1689 cm³ | ۷۰ کیلووات (۹۵ اسب بخار متری؛ ۹۴ اسب بخار) at 4,200 rpm          | ۱۸۰ نیوتن متر (۱۳۳ پوند-فوت) at 1,600–3,600 rpm    | ۱۸۲ کیلومتر بر ساعت (۱۱۳ مایل بر ساعت) |

## نگارخانه

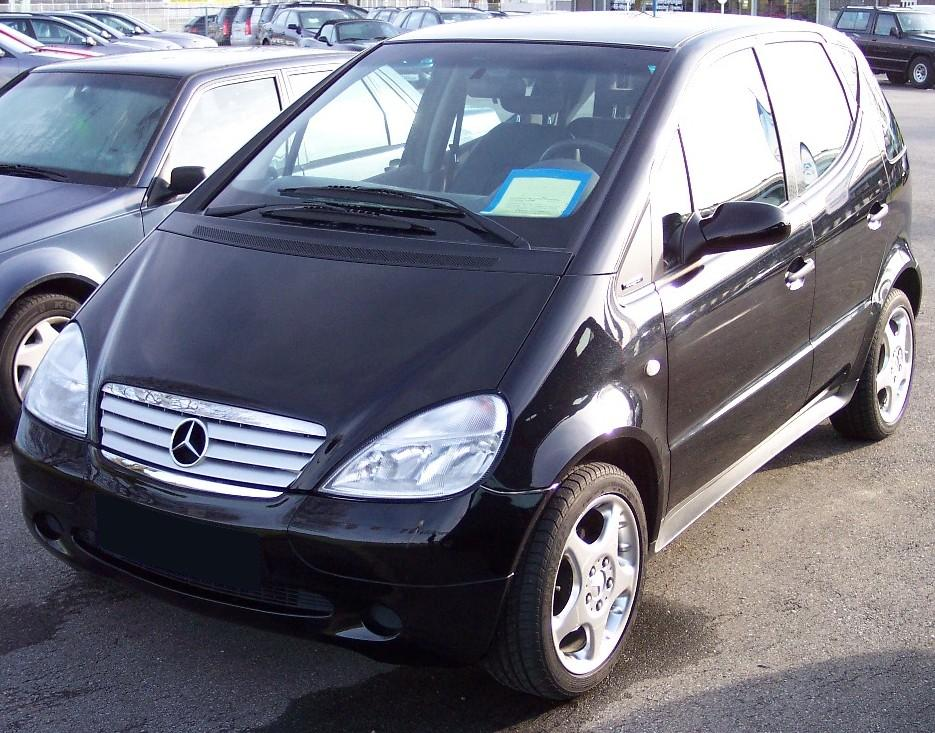
مرسدس-بنز کلاس-آ دبلیو ۱۶۸
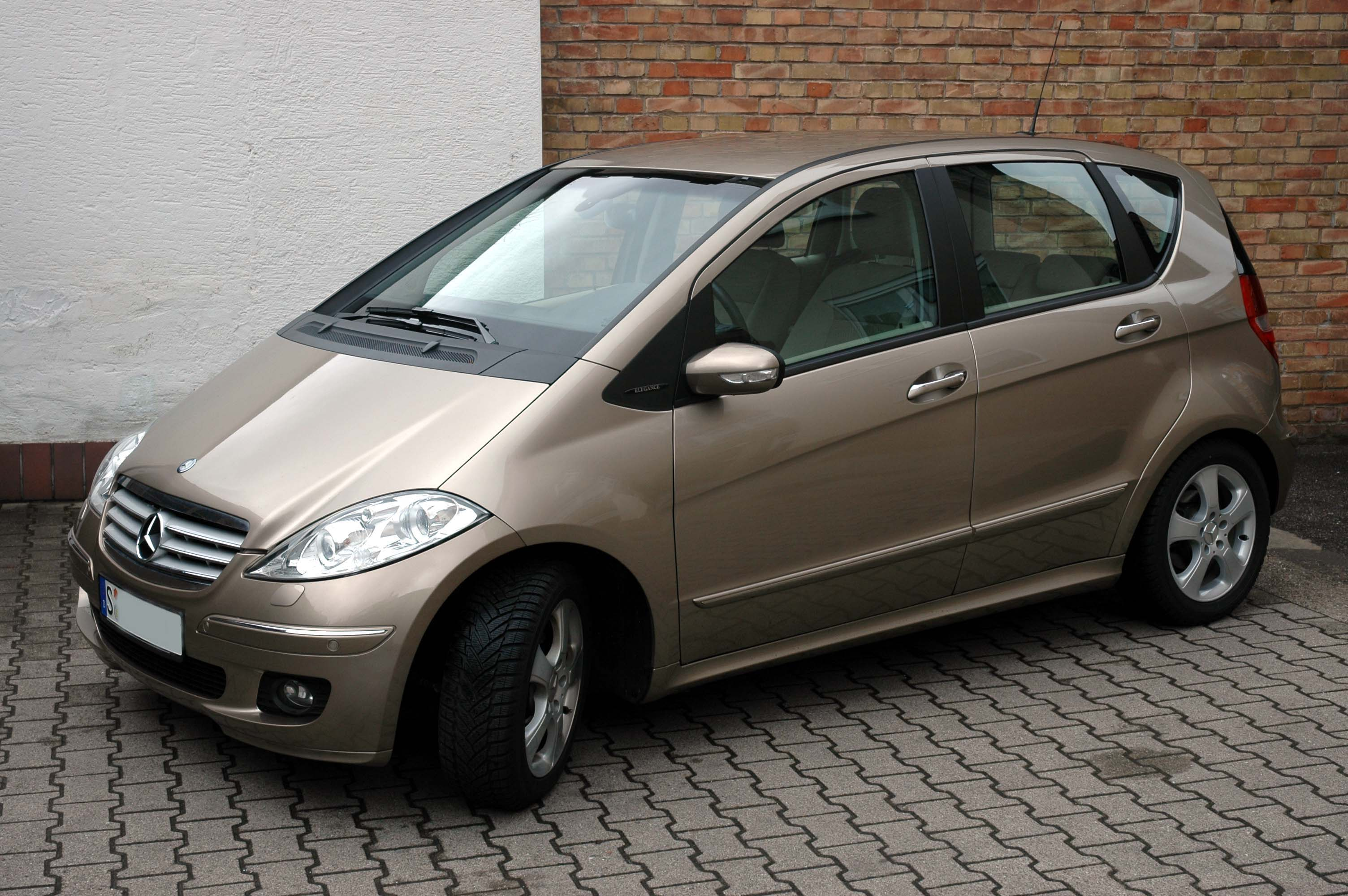
مرسدس-بنز کلاس-آ دبلیو ۱۶۹
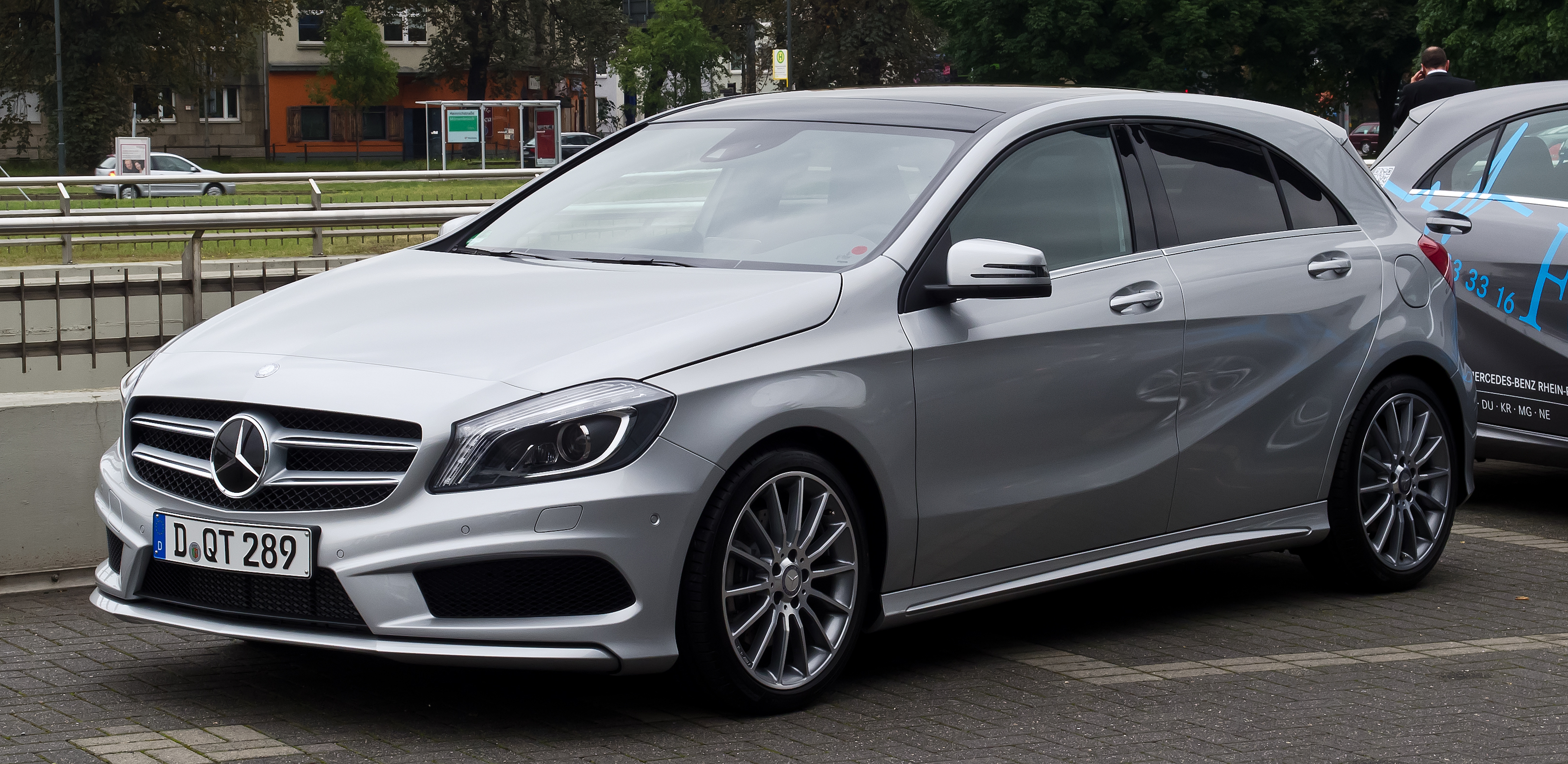
مرسدس-بنز کلاس-آ دبلیو ۱۷۶
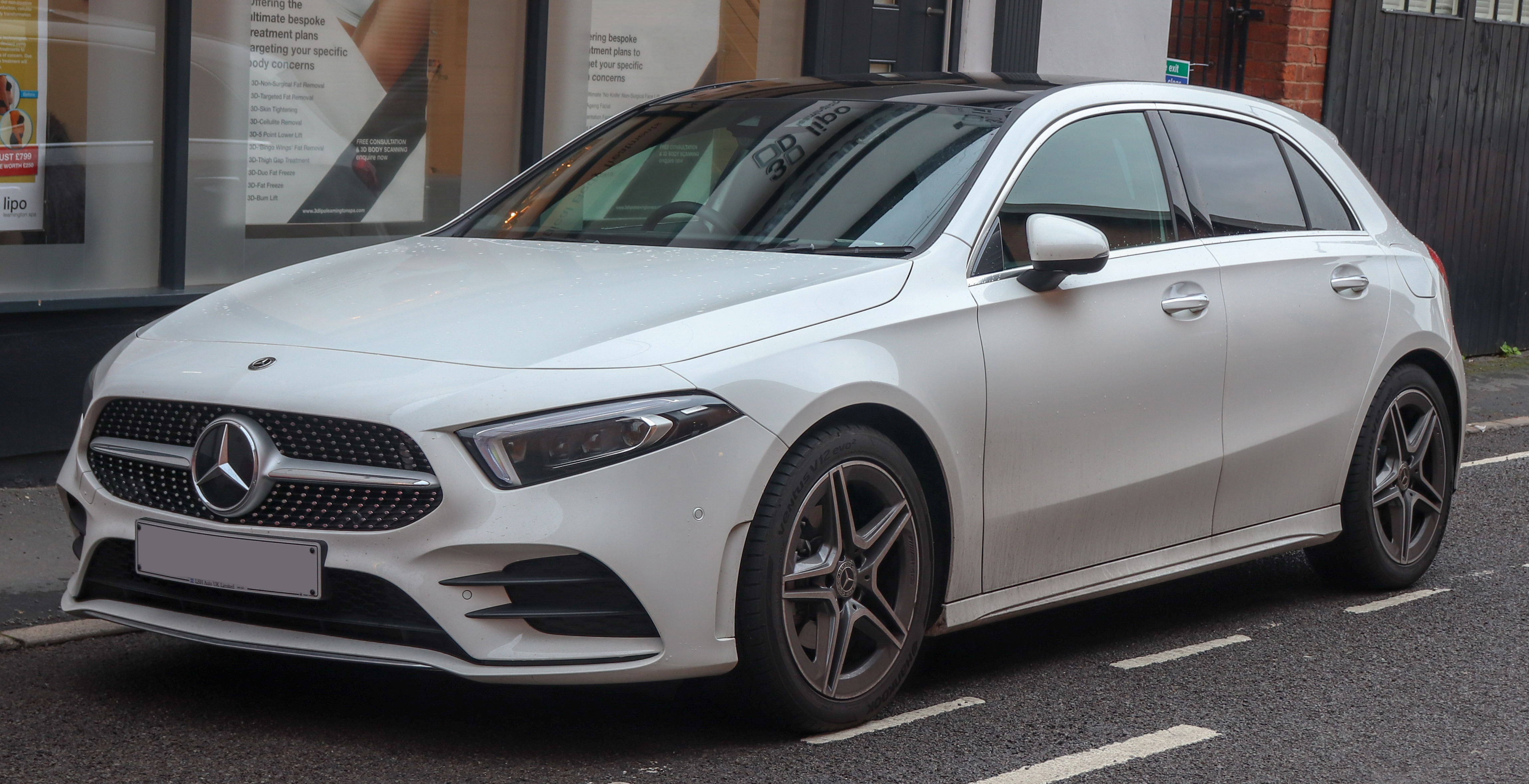
مرسدس-بنز کلاس-آ دبلیو ۱۷۷